# Aéroport de Kampene
L'aéroport de Kampene (ICAO : FZOE) est un aéroport desservant la ville de Kampene, dans la province du Maniema, en République démocratique du Congo.
La piste est située à 3 kilomètres (1,9 mi) à l'est de la ville.

## Situation en RDC
| Bandundu Basango Mboliasa Bunia Gbadolite Gemena Goma Ilebo Kalemie Kananga Kikwit Kindu Kinshasa-Ndjili Kinshasa-N'Dolo Kisangani Kolwezi Lodja Lubumbashi Matari Matadi Mbandaka Mbuji Mayi Nioki Tshikapa Tshumbe |